# ترينتون (إلينوي)
ترينتون (بالإنجليزية: Trenton, Illinois)‏ هي مدينة تقع في الولايات المتحدة في إلينوي. يقدر عدد سكانها بـ 3,184 نسمة .

## التركيبة السكانية
حدّد مكتب تعداد الولايات المتحدة بيانات التركيبة السكانية لترينتون في تعداد الولايات المتحدة. في ما يلي، التركيبة السكانية حسب تعدادي 2000 و2010.

### تعداد عام 2000
بلغ عدد سكان ترينتون 2,610 نسمة بحسب تعداد عام 2000، وبلغ عدد الأسر 1,049 أسرة وعدد العائلات 735 عائلة مقيمة في المدينة. في حين سجلت الكثافة السكانية 597.3 نسمة لكل كيلومتر مربع (1,547.0/ميل2). وبلغ عدد الوحدات السكنية 1,087 وحدة بمتوسط كثافة قدره 248.7 لكل كيلومتر مربع (644.1/ميل2).
وتوزع التركيب العرقي للمدينة بنسبة 98.47% من البيض و0.34% من الأمريكيين الأفارقة و0.19% من الأمريكيين الأصليين و0.54% من الأمريكيين ذوي الأصول الآسيوية و0.15% من الأعراق الأخرى و0.31% من عرقين مختلطين أو أكثر و1.30% من الهسبانيون أو اللاتينيون من أي عرق.
بلغ عدد الأسر 1,049 أسرة كانت نسبة 34.4% منها لديها أطفال تحت سن الثامنة عشر تعيش معهم، وبلغت نسبة الأزواج القاطنين مع بعضهم البعض 59% من أصل المجموع الكلي للأسر، ونسبة 7.8% من الأسر كان لديها معيلات من الإناث دون وجود شريك،  بينما كانت نسبة 3.2% من الأسر لديها معيلون من الذكور دون وجود شريكة وكانت نسبة 29.9% من غير العائلات. تألفت نسبة 26.6% من أصل جميع الأسر من عدة أفراد يعيشون في نفس المنزل ونسبة 15.3% كانت تتألف من شخص يعيش بمفرده يبلغ من العمر 65 عاماً أو أكثر. وبلغ متوسط حجم الأسرة المعيشية 2.47، أما متوسط حجم العائلات فبلغ 3.01.
بلغ العمر الوسطي للسكان 37.9 عاماً. وكانت نسبة 24.8% من القاطنين تحت سن الثامنة عشر، وكانت نسبة 7.8% بين الثامنة عشر والرابعة والعشرين عاماً، ونسبة 27.1% كانت واقعةً في الفئة العمرية ما بين الخامسة والعشرين والرابعة والأربعين عاماً، ونسبة 22.8% كانت ما بين الخامسة والأربعين والرابعة والستين، ونسبة 16.9% كانت ضمن فئة الخامسة والستين عاماً فما فوق. يوجد لكل 100 أنثى 92.9 ذكر، ويوجد لكل 100 أنثى في الثامنة عشر من عمرها فما فوق 89.0 ذكر.
بلغ متوسط دخل الأسرة في المدينة 48,095 دولارًا، أما متوسط دخل العائلة فبلغ 56,190 دولارًا. وكان متوسط دخل الذكور 40,568 دولارًا مقابل 25,219 دولارًا للإناث. وسجل دخل الفرد الخاص بالمدينة 21,393 دولارًا. وكانت نسبة 4.6% من العائلات ونسبة 6.2% من السكان تحت خط الفقر، وكان من هؤلاء نسبة 7.5% تحت سن الثامنة عشر ونسبة 6.9% في الخامسة والستين من العمر وما فوق.

### تعداد عام 2010
بلغ عدد سكان ترينتون 2,715 نسمة بحسب تعداد عام 2010، وبلغ عدد الأسر 1,163 أسرة وعدد العائلات 737 عائلة مقيمة في المدينة. في حين سجلت الكثافة السكانية 621.3 نسمة لكل كيلومتر مربع (1,609.2/ميل2). وبلغ عدد الوحدات السكنية 1,228 وحدة بمتوسط كثافة قدره 281 لكل كيلومتر مربع (727.8/ميل2).
وتوزع التركيب العرقي للمدينة بنسبة 97.31% من البيض و0.48% من الأمريكيين الأفارقة و0.07% من الأمريكيين الأصليين و0.70% من الأمريكيين ذوي الأصول الآسيوية و0.07% من سكان جزر المحيط الهادئ و0.48% من الأعراق الأخرى و0.88% من عرقين مختلطين أو أكثر و1.66% من الهسبانيون أو اللاتينيون من أي عرق.
بلغ عدد الأسر 1,163 أسرة كانت نسبة 29.1% منها لديها أطفال تحت سن الثامنة عشر تعيش معهم، وبلغت نسبة الأزواج القاطنين مع بعضهم البعض 51.2% من أصل المجموع الكلي للأسر، ونسبة 7.6% من الأسر كان لديها معيلات من الإناث دون وجود شريك،  بينما كانت نسبة 4.6% من الأسر لديها معيلون من الذكور دون وجود شريكة وكانت نسبة 36.6% من غير العائلات. تألفت نسبة 31.4% من أصل جميع الأسر من عدة أفراد يعيشون في نفس المنزل ونسبة 15.1% كانت تتألف من شخص يعيش بمفرده يبلغ من العمر 65 عاماً أو أكثر. وبلغ متوسط حجم الأسرة المعيشية 2.33، أما متوسط حجم العائلات فبلغ 2.91.
بلغ العمر الوسطي للسكان 40.8 عاماً. وكانت نسبة 22.1% من القاطنين تحت سن الثامنة عشر، وكانت نسبة 8% بين الثامنة عشر والرابعة والعشرين عاماً، ونسبة 26.6% كانت واقعةً في الفئة العمرية ما بين الخامسة والعشرين والرابعة والأربعين عاماً، ونسبة 26.5% كانت ما بين الخامسة والأربعين والرابعة والستين، ونسبة 16.8% كانت ضمن فئة الخامسة والستين عاماً فما فوق. وتوزع التركيب الجنسي للسكان بنسبة 49.3% ذكور و50.7% إناث.

## أعلام
- روس سكوين